# Sphodromantis citernii
Sphodromantis citernii är en bönsyrseart som beskrevs av Giglio-tos 1917. Sphodromantis citernii ingår i släktet Sphodromantis och familjen Mantidae.

## Underarter
Arten delas in i följande underarter:
- S. c. citernii
- S. c. kenyana